# Wilhelm von Flattich
Wilhelm Gustav Heinrich Flattich, seit 1878 Ritter von Flattich (* 2. Oktober 1826 in Stuttgart; † 24. Februar 1900 in Wien), war ein deutsch-österreichischer Architekt, Baudirektor der österreichischen Südbahngesellschaft und Erbauer des alten Wiener Südbahnhofes.

## Leben

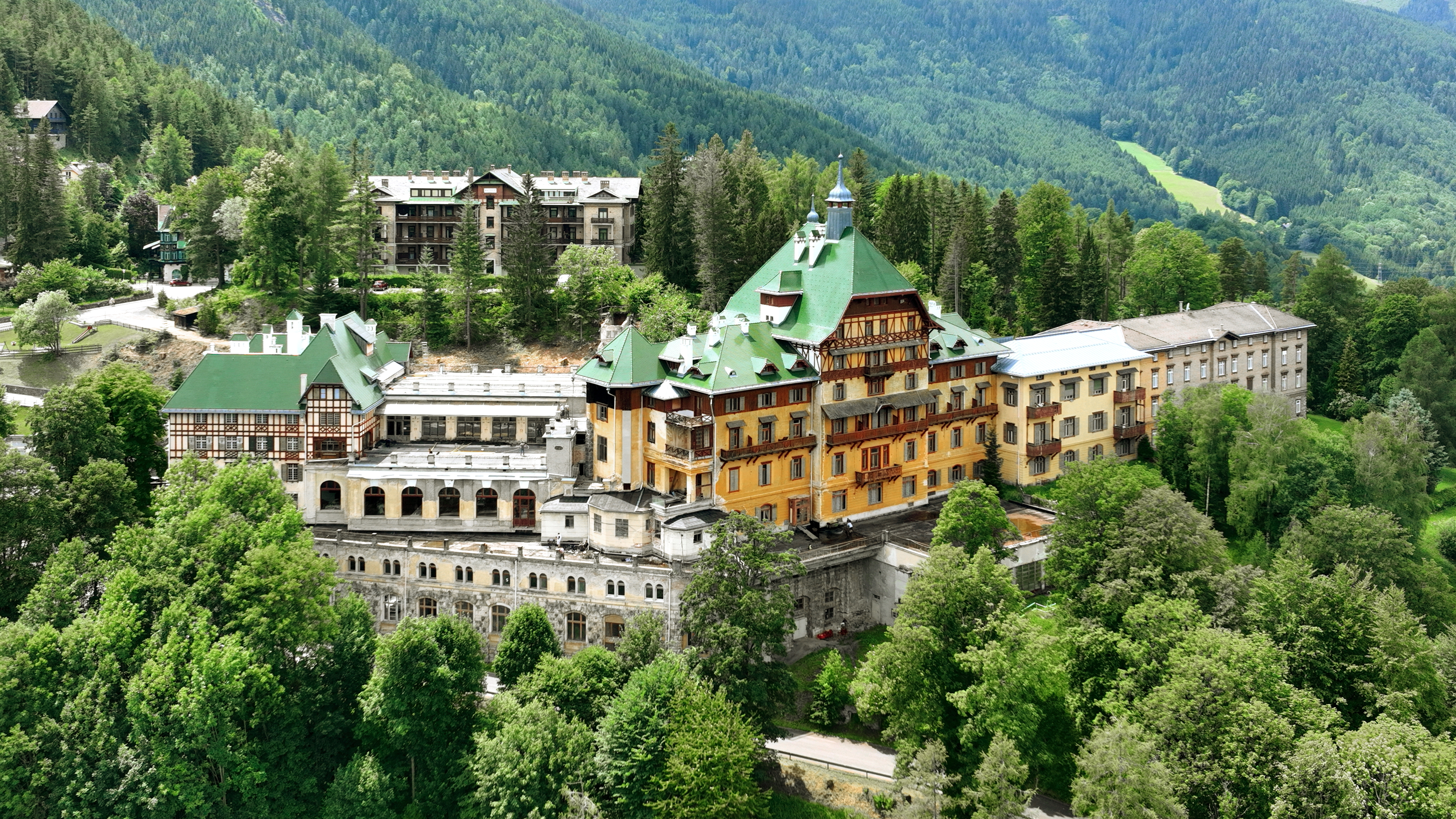
Südbahnhotel am Semmering, 1882

Der am Stuttgarter Polytechnikum ausgebildete Architekt Wilhelm Flattich begann seine Laufbahn 1848–1853 beim Ausbau der württembergischen Eisenbahnen. Nach Tätigkeit bei der Société Immobilière in Paris und der Schweizer Zentralbahn in Basel berief ihn der Erbauer der Brennerbahn, Karl Etzel, 1857 zur k.k. Südbahngesellschaft nach Österreich. 1858 wurde er Vorstand des Hochbaubüros, 1860 Oberinspektor und 1871 Direktor der Hochbausektion einer der damals größten Bahnlinien Europas. Er plante und leitete in diesen Jahren zahlreiche Bahnhofsneu- und -umbauten, aber auch andere damit im Zusammenhang stehende Bauvorhaben. Mit seinen 1870 errichteten Wohnhäusern für die Bediensteten der Südbahn in Wien-Meidling zählt er zu den Pionieren des Arbeiterwohnbaus. 1869–1873 errichtete er den Wiener Südbahnhof, der im Zweiten Weltkrieg beschädigt und nach dem Krieg durch einen Neubau ersetzt wurde. Als weit über die Grenzen hinaus bekannter Fachmann wurde er bei Bahnhofsneubauten, wie etwa in Stuttgart und Basel, und bei anderen Hochbauten in verschiedenen Ländern als Planer und Berater herangezogen. 1875 nahm er die österreichische Staatsbürgerschaft an, 1878 wurde er geadelt und 1890 trat er in den Ruhestand. Er war im Vorstand des Österreichischen Ingenieur- und Architektenverein tätig und spielte auch im kulturellen Leben Wiens mit seinen Freunden Ludwig Lobmeyr und Theophil Hansen, sowie seinem Schwiegersohn Richard von Kralik, eine nicht unbeachtliche Rolle.
Am 30. September 1854 heiratete er in Stuttgart Marie Luise Tafel, die Tochter von Johann Friedrich Gottlob Tafel, einem Abgeordneten des Frankfurter Parlaments von 1848. Das Grab des Ehepaares befindet sich auf dem Döblinger Friedhof in Wien.

## Ehrungen

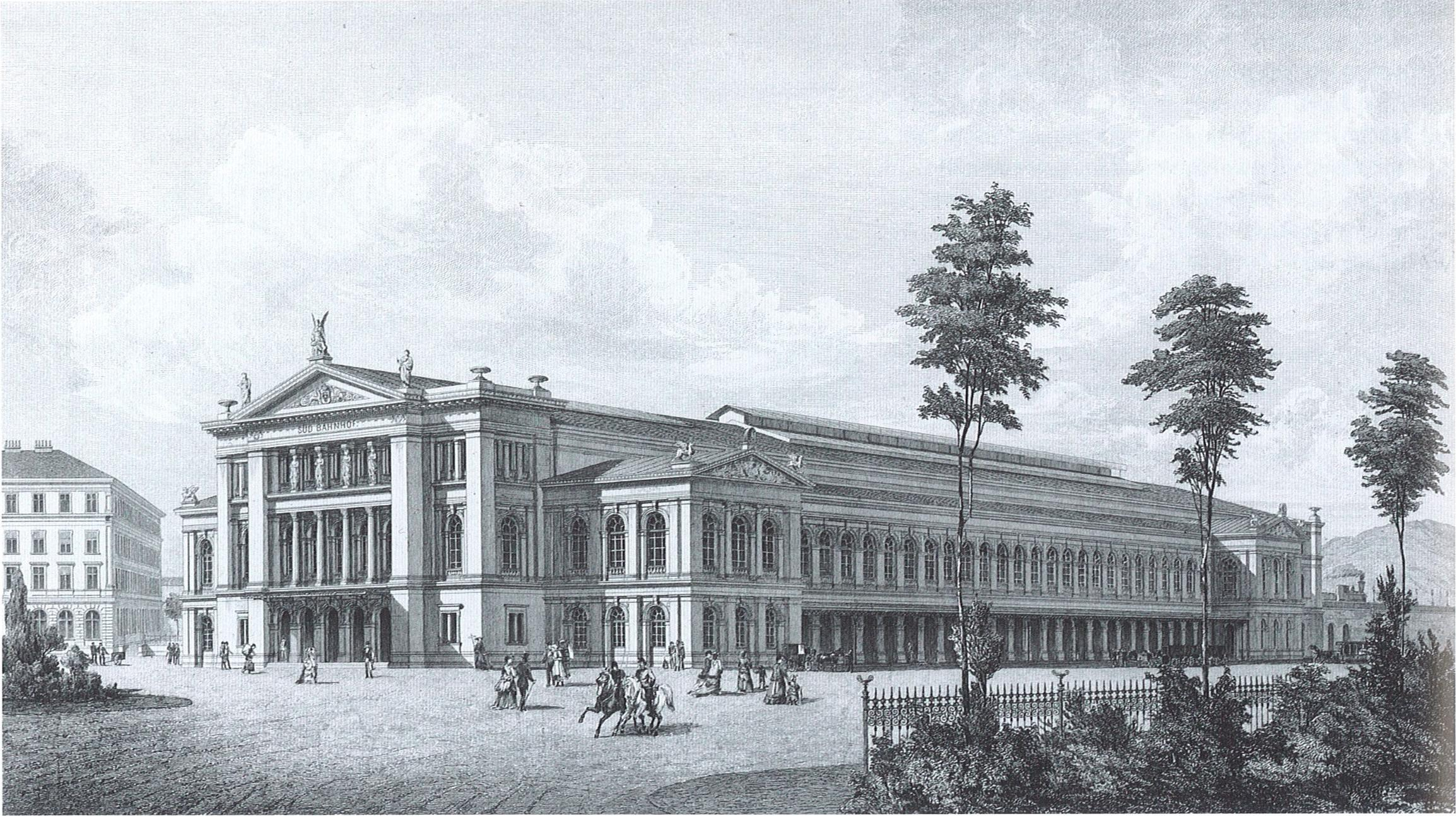
Wiener Südbahnhof auf einer Abbildung in der Allgemeinen Bauzeitung, 1874.

Eine von Eleonore Vischer gestaltete, 1901 im alten Südbahnhof angebrachte Gedenktafel für dessen Erbauer überlebte zwar die Kriegsschäden, verschwand jedoch während des Neubaus. Ein modernes Denkmal für Wilhelm von Flattich in dem von ihm erbauten Grand Hotel Toblach wurde von Bojan Kunaver geschaffen und am 10. Juli 2010 enthüllt.
Wilhelm von Flattich wurde von mehreren Staaten durch Ordensverleihungen ausgezeichnet:
- Ritter des k. u. k. Ordens der Eisernen Krone III. Klasse
- Kommandeur des serbischen Takovo-Ordens
- Ritterkreuz I. Klasse des bayerischen Verdienstordens vom Heiligen Michael (1877)
- Ritter des Ordens der Krone von Italien
- Ritter I. Klasse des württembergischen Friedrichs-Ordens

## Wichtigste Bauten

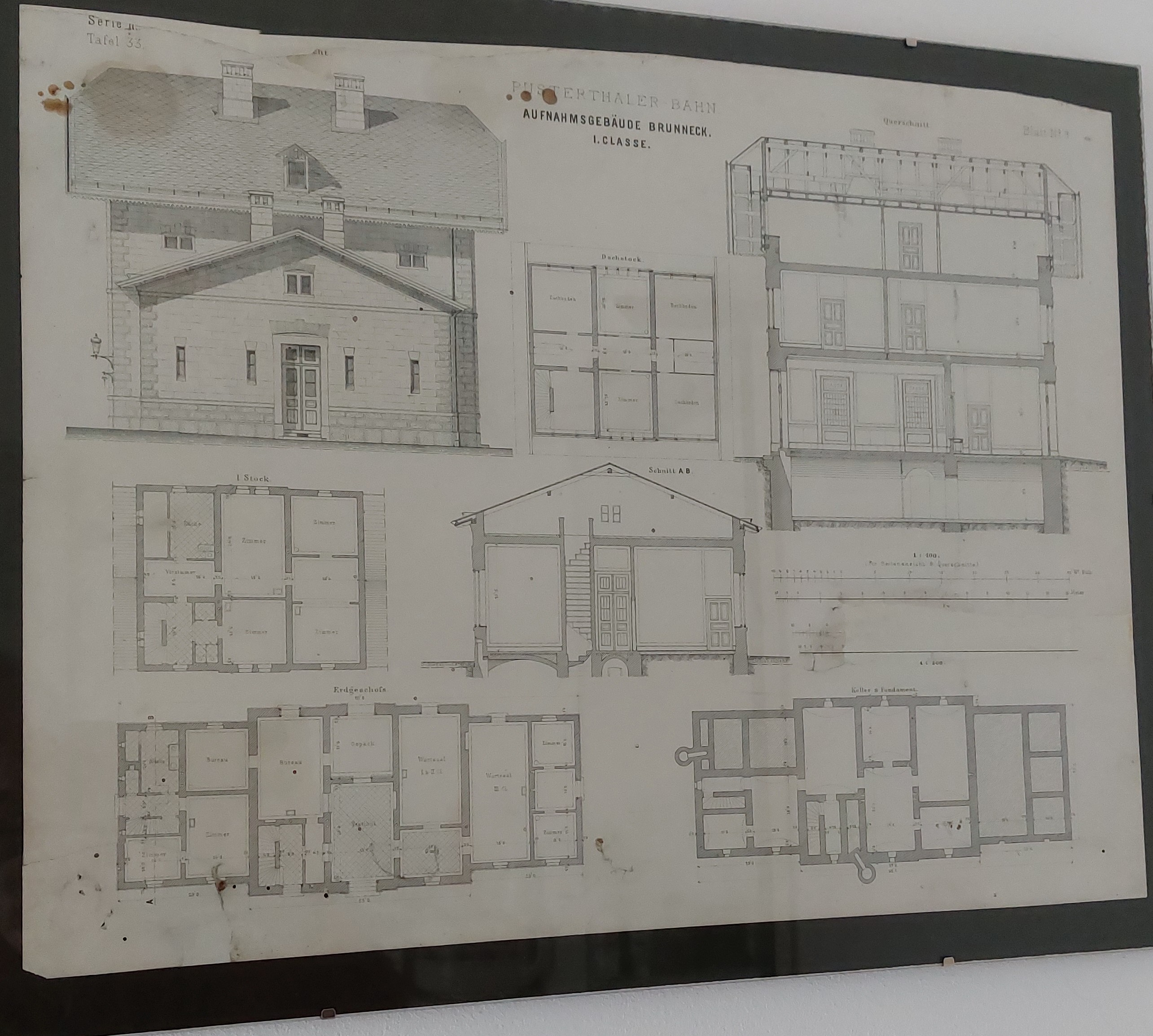
Bahnhof Bruneck der Pustertalbahn

- Bahnhofsgebäude der Kaiser Franz Joseph-Orientbahn (ab 1857)
- Bahnhofsgebäude der Südbahngesellschaft, insbesondere der Brennerbahn (1867) und der Pustertalbahn (1870)
- Villen in Wien und Reichenau an der Rax, darunter die Villa Hebra (1869)
- Eisenbahnerwohnhäuser Wien-Meidling, Eichenstr. 5–21, 1870
- Südbahnhof in Wien (1873) Digitalisat
- Südbahnhof Triest (Trieste Centrale) (1878)
- Grand Hotel Toblach (1878)
- Südbahnhotel am Semmering (1882)